# 후지가오카역 (아이치현)
후지가오카역(등개구역/등구역, 등가구 역, 일본어: 藤が丘駅, ふじがおかえき)은 일본 아이치현 나고야시 메이토구에 위치한 철도역이다.

## 타는 곳

### 히가시야마 선
| 1 | ■ 히가시야마 선 | 하차 전용 승강장     |
| 2 | ■ 히가시야마 선 | 나고야·다카바타 방면 |

### 리니모(아이치 고속 교통)
스크린도어가 있다.
| 1·2 | ■ 동부구릉선(리니모) | 사랑 지구 박람회 기념 공원·야쿠사 방면 |

## 역사
- 1969년 4월 1일: 나고야 시 교통국의 철도역이 영업을 개시함.
- 2005년 3월 6일: 아이치 고속 교통의 철도역이 영업을 개시함.

## 인접역
| 나고야 지하철 ■ 히가시야마 선 | 나고야 지하철 ■ 히가시야마 선 | 나고야 지하철 ■ 히가시야마 선   |
| ----------------------------- | ----------------------------- | ------------------------------- |
| H 21 혼고 다카바타 방면       |                               | (시종점역)                      |
| 아이치 고속 교통 ■ 동부구릉선 |                               |                                 |
| (시종점역)                    |                               | 하나미즈키도리 L 02 야쿠사 방면 |